# (466538) 2014 SR154
(466538) 2014 SR154 es un asteroide perteneciente al cinturón de asteroides, descubierto el 10 de marzo de 2003 por el equipo Spacewatch desde el Observatorio Nacional de Kitt Peak (Arizona, Estados Unidos).